# Giuseppe Cavanna
Giuseppe Cavanna (født 18. september 1905, død 3. november 1976) var en italiensk fodboldspiller (målmand).
Cavanna blev verdensmester med Italiens landshold ved VM 1934 på hjemmebane, men var dog ikke på banen i turneringen. Han nåede aldrig at komme på banen i en landskamp.
På klubplan repræsenterede Cavanna blandt andet Pro Vercelli og Napoli.